# Gilberto (ur. 1976)
Gilberto, właśc. Gilberto da Silva Melo (ur. 25 kwietnia 1976 w Rio de Janeiro) – brazylijski piłkarz występujący na pozycji pomocnika, reprezentant Brazylii, obecnie zawodnik brazylijskiej Vitórii Salvador.

## Kariera klubowa
Gilberto rozpoczynał swoją karierę klubową w rodzinnym Rio de Janeiro. W 1996 został zawodnikiem słynnego CR Flamengo, z którym w tym samym roku wywalczył Puchar Conmebol, Puchar Rio i Taça Guanabara. W sezonie 1999/2000 był zawodnikiem klubu Serie A Interu, jednak szybko powrócił do Brazylii, gdzie święcił triumfy z klubem CR Vasco da Gama, z którym wywalczył w 2000 roku Taça Guanabara, Puchar Mercosur oraz mistrzostwo Brazylii. Później był jeszcze zawodnikiem Grêmio oraz São Caetano, z którym zdobył w 2004 mistrzostwo stanu São Paulo. W tym samym roku przeniósł się do Herthy BSC, z którą zajął 4. miejsce w Bundeslidze i w sezonie 2005/2006 występował w Pucharze UEFA. 31 stycznia 2008 roku podpisał kontrakt z Tottenhamem Hotspur. W jego barwach zadebiutował 6 marca w meczu Pucharu UEFA z holenderskim PSV Eindhoven. Jedyną ligową bramkę w barwach Kogutów zdobył podczas derbów Londynu przeciwko Chelsea F.C. rozegranych na White Hart Lane. Półtora roku po transferze do angielskiego klubu Gilberto opuścił Tottenham. Od lipca tego roku ponownie jest zawodnikiem brazylijskiego Cruzeiro EC. W tym sezonie rozegrał w barwach tego klubu już 20 meczów i strzelił 7 goli.

## Kariera reprezentacyjna
Gilberto zadebiutował w reprezentacji Brazylii 11 czerwca 2003 w meczu przeciwko Nigerii. Później często uzupełniał skład kadry Carlosa Alberto Parreiry. Tak było na turnieju o Copa America 2004, w którym Brazylia pokonała w finale Argentynę w rzutach karnych oraz w Pucharze Konfederacji 2005, w którym jego drużyna również pokonała w finale Argentynę. W 2006 został powołany na Mistrzostwa Świata. Na turnieju w Niemczech, z którego Brazylia odpadła w ćwierćfinale Gilberto był rezerwowym. Wyszedł w pierwszym składzie jedynie w ostatnim meczu fazy grupowej przeciwko Japonii (4:1), w którym zdobył jedną z bramek dla swojej drużyny. Do tej pory rozegrał on w kadrze 33 meczów i zdobył 1 bramkę.